# La Môle
La Môle – miejscowość i gmina we Francji, w regionie Prowansja-Alpy-Lazurowe Wybrzeże, w departamencie Var.
Według danych na rok 1990 gminę zamieszkiwało 616 osób, a gęstość zaludnienia wynosiła 14 osób/km² (wśród 963 gmin regionu Prowansja-Alpy-W. Lazurowe La Môle plasuje się na 456. miejscu pod względem liczby ludności, natomiast pod względem powierzchni na miejscu 178.).